# Republika Zielonego Przylądka na letnich igrzyskach olimpijskich
Reprezentanci Republiki Zielonego Przylądka startują na letnich igrzyskach olimpijskich nieprzerwanie od 1996 roku. Do tej pory w barwach tego państwa wystąpiło 5 sportowców, którzy nie zdobyli żadnego medalu. Pierwszy medal olimpijski dla Republiki Zielonego Przylądka zdobył Daniel Varela de Pina w boksie w kat. do 51 kg.

## Klasyfikacja medalowa
| Miejsce             | Złoto | Srebro | Brąz | Razem |
| ------------------- | ----- | ------ | ---- | ----- |
| 1996 Atlanta        | 0     | 0      | 0    | 0     |
| 2000 Sydney         | 0     | 0      | 0    | 0     |
| 2004 Ateny          | 0     | 0      | 0    | 0     |
| 2008 Pekin          | 0     | 0      | 0    | 0     |
| 2012 Londyn         | 0     | 0      | 0    | 0     |
| 2016 Rio de Janeiro | 0     | 0      | 0    | 0     |
| 2020 Tokio          | 0     | 0      | 0    | 0     |
| 2024 Paryż          | 0     | 0      | 1    | 1     |

## Medaliści letnich igrzysk olimpijskich z Republiki Zielonego Przylądka

### Złote medale
Brak

### Srebrne medale
Brak

### Brązowe medale
Brak